# Сьорняйнен (квартал)
Вижте пояснителната страница за други значения на Сьорняйнен.
Квартал „Сьорняйнен“ (на фински: Sörnäs, Sörkkä или Sörkka(на различни хелзинкски жаргони е квартал в централната част на Хелзинки, Финландия. „Сьорняйнен“ е разположен на малко повече от един километър северно от крайбрежния център на Хелзинки, в близост до квартала Хаканиеми. Източната част от квартала граничи с морето.
„Сьорняйнен“ в по-голямата си част е индустриална зона, използван от корабни компании и складове. Разполага с две метростанции – Сьорняйнен и Каласатама. Седалище е на Senate Properties (Финландско държавно предприятие).
На територията на квартала също се намира и Хелзинкският затвор.
- Финландската академия
- Индустриалната част
- Входът на метростанция „Сьорняйнен“